# Comps-la-Grand-Ville
Comps-la-Grand-Ville (okzitanisch: La Grand Vila) ist eine französische Gemeinde mit 637 Einwohnern (Stand: 1. Januar 2022) im Département Aveyron in der Region Okzitanien. Sie gehört zum Arrondissement Millau und zum Kanton Monts du Réquistanais. Die Einwohner werden Grandvillois genannt.

## Geographie
Comps-la-Grand-Ville liegt rund 35 Kilometer nordöstlich von Albi und etwa 20 Kilometer südlich von Rodez. Der Viaur begrenzt die Gemeinde im Norden und Westen. Nachbargemeinden sind Flavin im Norden und Nordosten, Trémouilles im Nordosten und Osten, Salmiech im Osten und Süden, Cassagnes-Bégonhès im Südwesten, Sainte-Juliette-sur-Viaur im Westen sowie Calmont im Nordwesten.

## Bevölkerungsentwicklung
| Jahr                       | 1962 | 1968 | 1975 | 1982 | 1990 | 1999 | 2006 | 2013 | 2019 |
| Einwohner                  | 679  | 581  | 576  | 542  | 516  | 426  | 485  | 576  | 625  |
| Quellen: Cassini und INSEE |      |      |      |      |      |      |      |      |      |

## Sehenswürdigkeiten
- Kirche Notre-Dame
- Kirche Saint-Sauveur von Grand-Fuel aus dem 15. Jahrhundert
- Zisterzienserkloster Bonnecombe
- Burg Vareilles aus dem 12. Jahrhundert
- Teufelsbrücke
- Brücke von Grad-Fuel

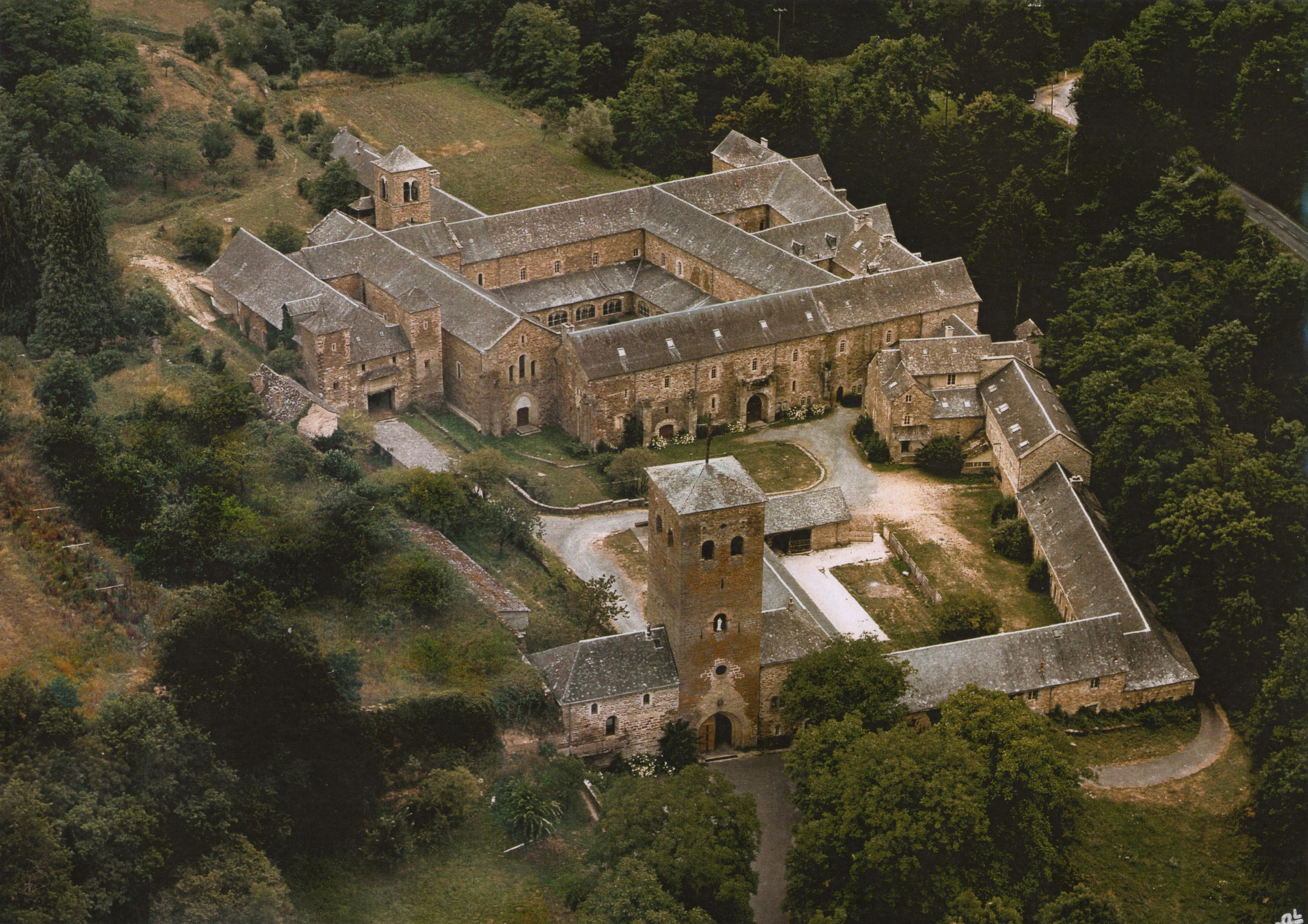
Kloster Bonnecombe
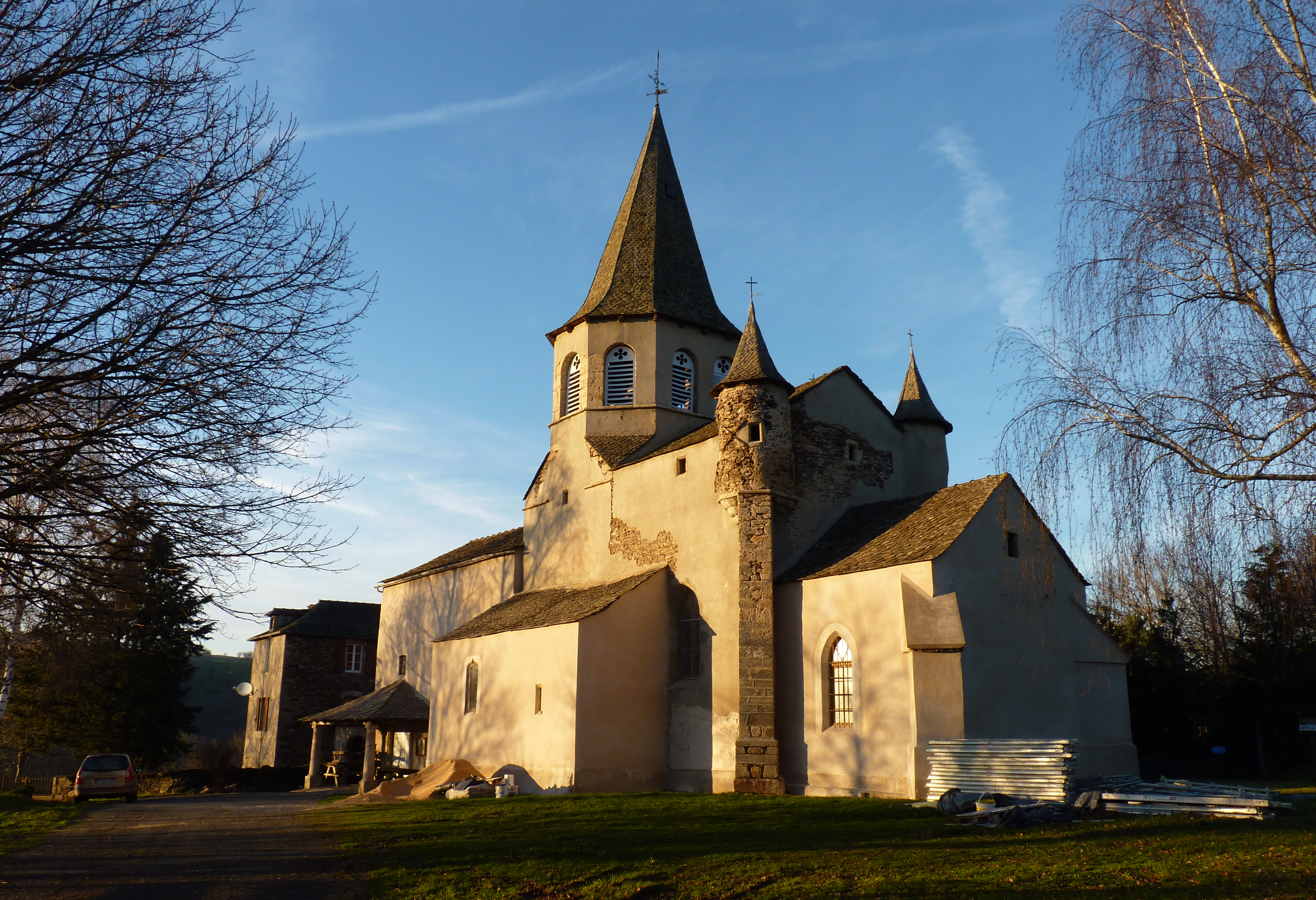
Kirche Saint-Sauveur
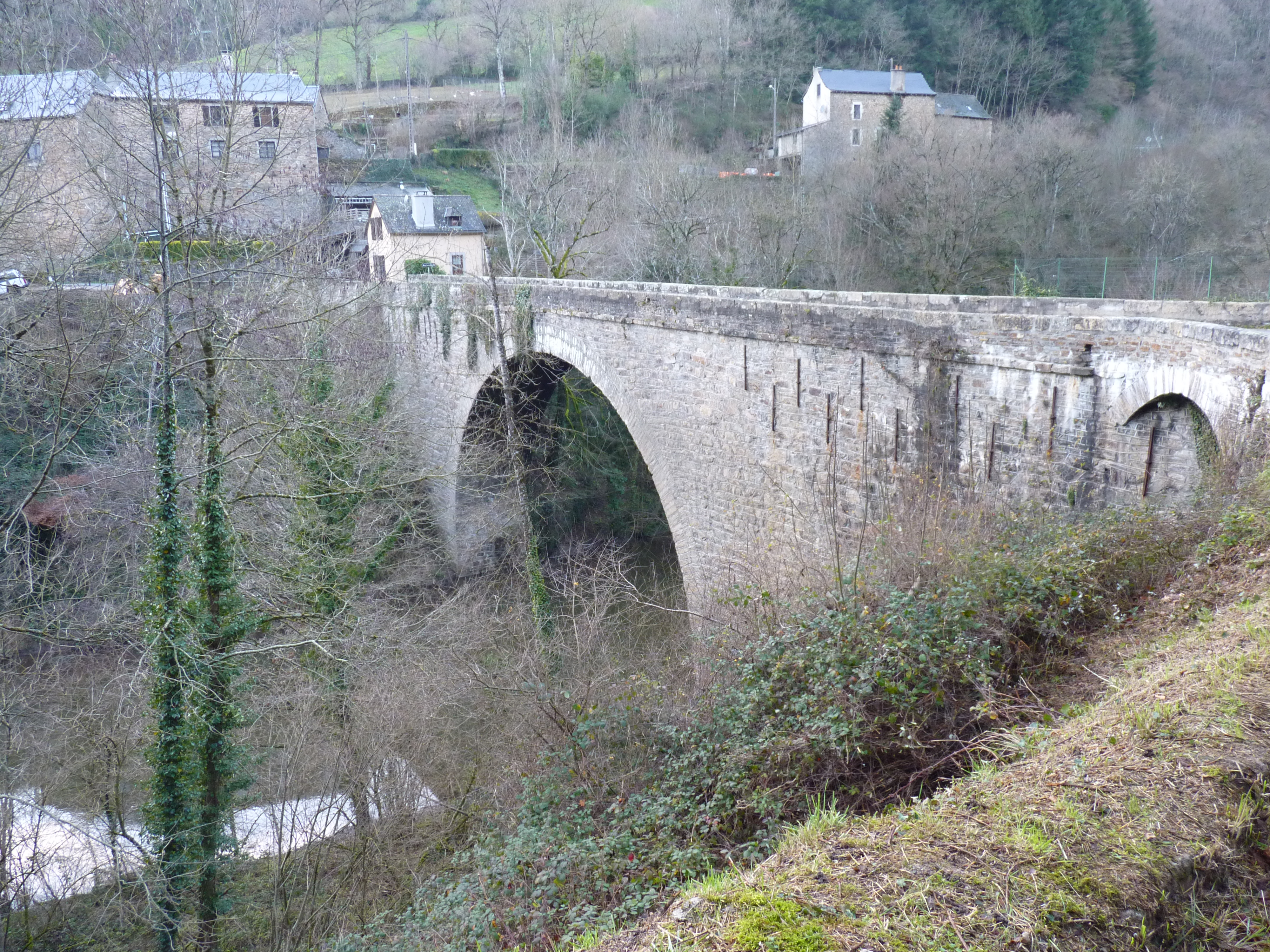
Teufelsbrücke
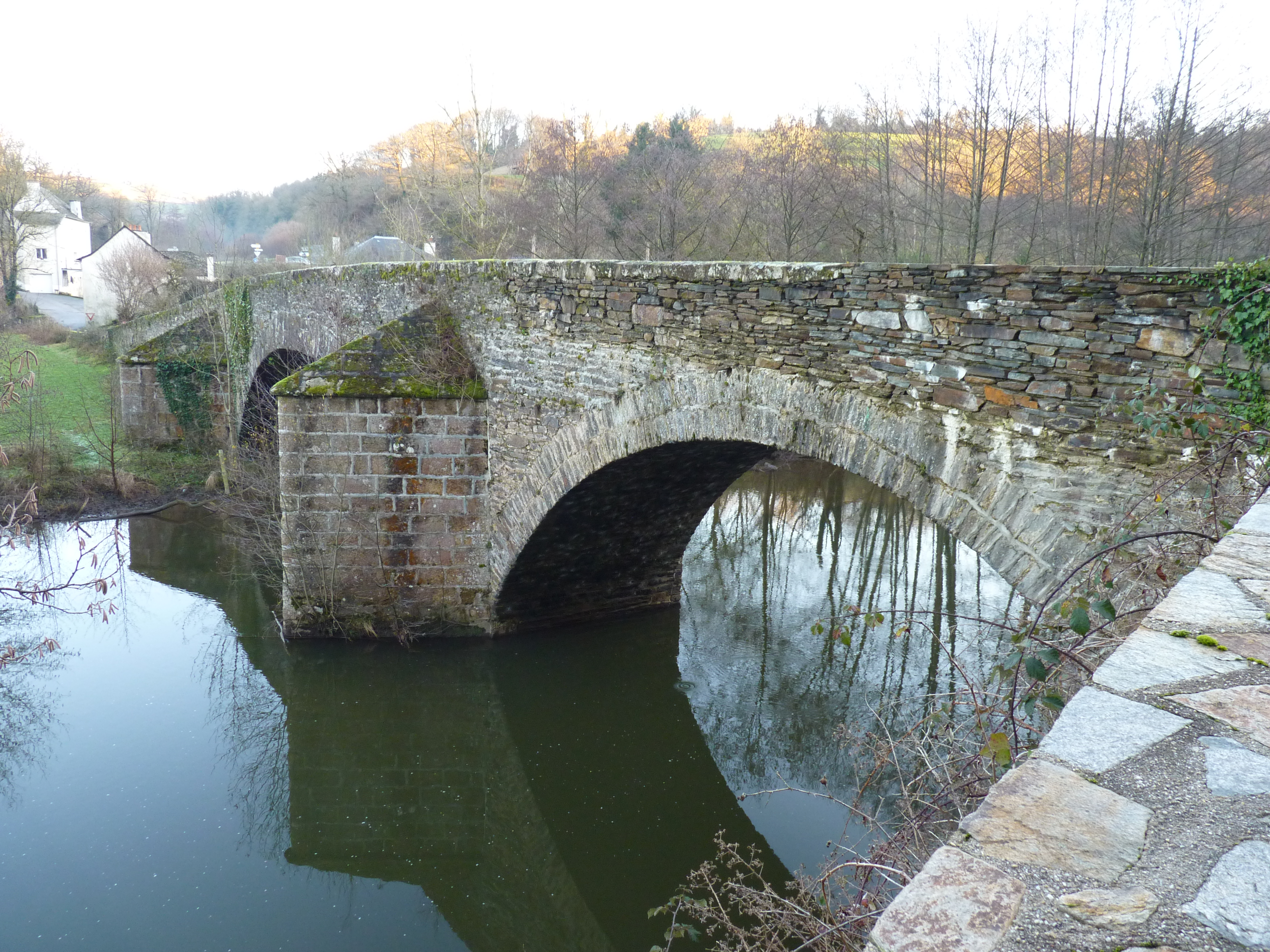
Brücke von Grad-Fuel